# Asilus brunneitibius
Asilus brunneitibius là một loài ruồi trong họ Asilidae. Asilus brunneitibius được Zhang miêu tả năm 1989. Loài này phân bố ở vùng Cổ Bắc giới.